# Seznam děkanů Filozofické fakulty Masarykovy univerzity
Toto je seznam děkanů Filozofické fakulty Masarykovy univerzity.
1. Bohumil Navrátil (1920–1921)
2. Václav Vondrák (1921–1922)
3. Stanislav Souček (1922–1923)
4. Jan Krejčí (1923–1924)
5. Arne Novák (1924–1925)
6. Prokop Miroslav Haškovec (1925–1926)
7. Julius Glücklich (1926–1927)
8. František Chudoba (1927–1928)
9. Antonín Beer (1928–1929)
10. František Novotný (1929–1930)
11. Hertvík Jarník (1930–1931)
12. Inocenc Arnošt Bláha (1931–1932)
13. František Trávníček (1932–1933)
14. Karel Svoboda (1933–1934)
15. Mihajlo Rostohar (1934–1935)
16. Vladimír Helfert (1935–1936)
17. Vladimír Groh (1936–1937)
18. Eugen Dostál (1937–1938)
19. Bohuslav Horák (1938–1939)
20. Bohuslav Havránek (1939–1940)
fakulta uzavřena
21. Bohuslav Havránek (1945)
22. Josef Ludvík Fischer (1945–1946)
23. Josef Macůrek (1946–1947)
24. Ferdinand Stiebitz (1947–1948)
25. Jindřich Šebánek (1948–1949)
26. Vilém Chmelař (1949–1950)
27. Gustav Riedel (1950–1952)
28. Vilém Chmelař (1952–1954)
29. Josef Hrabák (1954–1960)
30. Josef Macháček (1960–1962)
31. Milan Jelínek (1962–1964)
32. Ludvík Tošenovský (1965–1966)
33. Dušan Jeřábek (1966–1970)
34. Bořivoj Novák (1970–1971)
35. Milan Kopecký (1971–1976)
36. Bedřich Šindelář (1976–1980)
37. Jan Chloupek (1980–1989)
38. Josef Hladký (1990–1994)
39. Jaroslav Mezník (1994–1995)
40. Jana Nechutová (1995–1998)
41. Ivan Seidl (1998–2000)
42. Jan Pavlík (2000–2006)
43. Josef Krob (2006–2014)
44. Milan Pol (2014–2022)
45. Irena Radová (od 2022)[3]